# Автокольорлит
Автокольорлит — колишнє підприємство автомобільної промисловості, що розташовувалося в Мелітополі. Виконувало точне лиття з чавуну, сталі, алюмінію та магнієвого сплаву для автомобільної та тракторної промисловості, насамперед — деталей двигуна автомобілів «Запорожець» та «Таврія».
Завод був побудований у 1960-70-ті роки й у 1970-80-ті роки був одним із найбільших підприємств Мелітополя. У 1990-х на заводі почалася криза, що завершилася в 2010-х роках банкрутством та ліквідацією підприємства. Обладнання підприємства вивезли, а цехи розібрали.

## Історія

### Будівництво заводу (1960-70-ті)

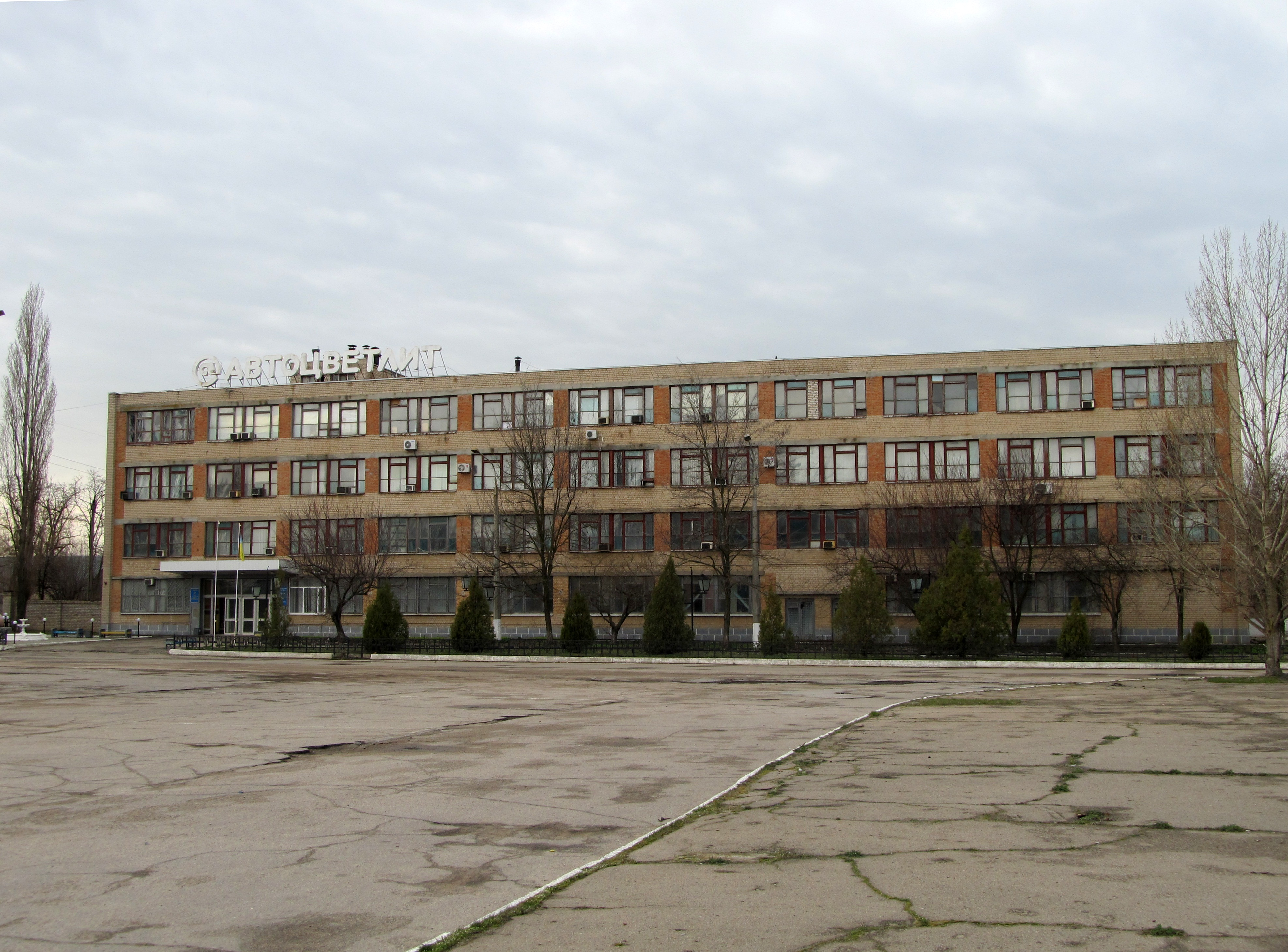
Заводоуправління на площі Тимошенка

У 1958 році Рада міністрів СРСР ухвалила рішення про перехід заводу «Комунар» у Запоріжжі на виробництво мікролітражних легкових автомобілів, а Мелітопольського моторного заводу ім. А. Мікояна — на виробництво двигунів для них, що вимагало будівництва нової інфраструктури.
1959 року біля південно-західної околиці Мелітополя обрали майданчик у 39,2 га для будівництва комплексу цехів кольорового лиття. У 1960 році розпочалися прокладення до майбутнього будмайданчика автомобільної дороги та залізничної гілки, у 1963 — будівництво насосної та компресорної станцій, у 1964 — котельні, теплотраси, водопроводу, каналізації, траси стисненого повітря. 27 червня 1964 року будівництво комплексу цехів Мелітопольського моторного заводу виділили в окреме підприємство — завод «Автокольорлит».
У листопаді 1964 року розпочалося будівництво цеху магнієвого лиття, а 1965 року здали в експлуатацію котельню та компресорну, розпочато монтаж обладнання в першій черзі цеху магнієвого лиття. Датою початку виробничої діяльності заводу вважається 31 січня 1965 року.
У лютому 1967 року розпочалося будівництво цеху точного сталевого лиття, а в жовтні 1967 року — чавунно-ливарного корпусу розміром 174 на 96 метрів. Чавунно-ливарний корпус спочатку споруджувався для моторного заводу, але в 1980 році був остаточно перепідпорядкований «Автокольорлиту». У цехах встановлювалося сучасне високопродуктивне обладнання. У чавунно-ливарному корпусі встановили імпортні формувальні лінії «Георг Фішер» та «Дизаматик».
У січні 1968 року розпочато будівництво цеху алюмінієвого лиття, найбільшого цеху заводу, площею 2 га. У 1973 році була запущена перша черга цеху, а в 1974 — друга.
Завод став останнім великим підприємством Мелітополя, створеним за радянської влади.

### Розквіт заводу (1970-80-ті)

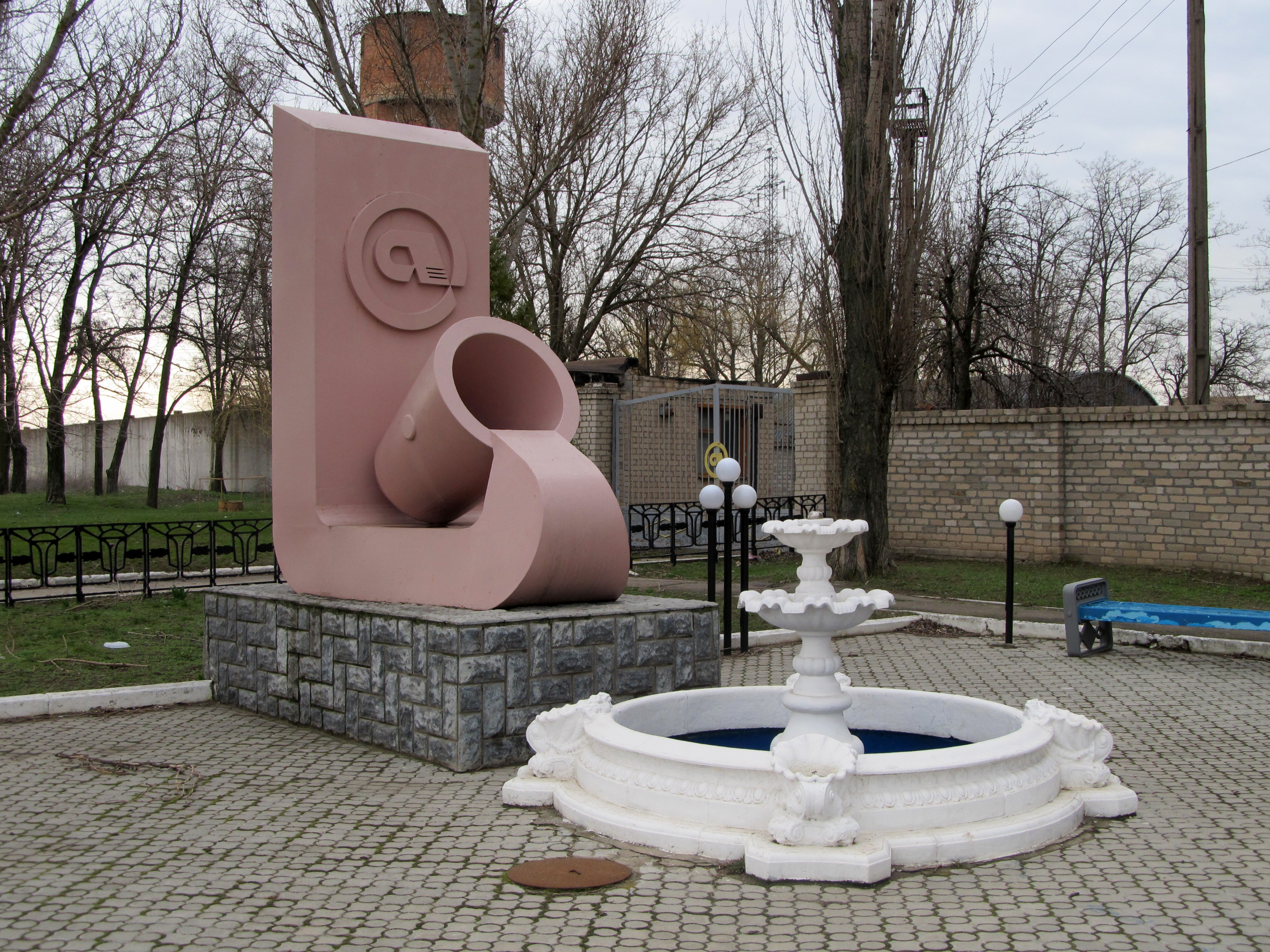
Скульптура біля заводоуправління

На піку продуктивності заводу у ньому працювали 4500 співробітників. Основна частина продукції йшла на заводи МеМЗ та «Комунар», решта — на десятки інших підприємств СРСР, у тому числі на ВАЗ, ЛуАЗ, КрАЗ, КамАЗ.
У 1966 році завод збудував піонерській табір «Райдуга» та базу відпочинку «Нептун» у Кирилівці, у 1968 — гуртожиток, у 1970-80-і роки збудовано багатоповерхові будинки для працівників заводу. З 1988 року завод брав участь у будівництві першої в Мелітополі тролейбусної лінії, яка так і не була завершена.
У різні роки заводом керували В. В. Піпенко, С. Корус, Л. Красиленко, В. П. Тимошенко (тепер його ім'ям названо площу перед адміністративним корпусом заводу), К. Д. Шевченко, В. П. Шелестов, В. Л. Єрьоменко.
В 1981 заводу було присвоєно ім'я XXVI з'їзду КПРС, а його колектив був занесений в республіканську Книгу трудової слави ВДНГ УРСР.
Планувалося розширення виробництва. Було вирито котлован для цеху лиття виробів з латуні і бронзи.

### Занепад заводу (1990-2000-ті)
Розпад СРСР зруйнував традиційні економічні зв'язки заводу, а постачання зарубіжних автомобілів через відкриті кордони різко зменшило попит на «Таврії». На підприємстві розпочалися простої, затримки зарплат, скорочення робочого тижня, звільнення. Обсяги лиття скоротилися з 42 700 т (1990) до 1000 т (1997), а кількість співробітників — з 4500 до 1300 осіб (2004).
«Автокольорлит» шукав нові ринки збуту в Україні та Росії, намагався постачати автомобільні диски на підприємства Італії та Німеччини, 2004 року разом із запорізьким «Комунаром» готувався до випуску нової моделі автомобіля, але безуспішно. У 2005 зупинили магнієвий та алюмінієвий цехи, а виробництво перенесли в електроцех (алюмінієве лиття для моторного заводу на малих індукційних печах та ширвжиток).
У ці роки ВАТ «Мелітопольський завод „Автокольорлит“» розділилося на п'ять самостійних підприємств: ТОВ «Литво», ТОВ «Кільце», ДОЦ «Райдуга», ТОВ «Металургсервіс», ТОВ «Товари народного споживання». Крім того, вихідці із заводу заснували ТОВ «БІОЛ», що випускало алюмінієвий посуд. У 2006 році більшість працівників «Автокольорлиту» перевели на ТОВ «Литво», а з осені 2008 — на ТОВ «Товари народного споживання», причому при таких переводах часто накопичувалися заборгованості із зарплати. Восени 2008 року підприємство зупинило роботу. До січня 2009 року кількість співробітників скоротилася з 750 до 670 осіб. Акції підприємства виставили на аукціон. Хоча в 2009 році підприємство і вийшло на заплановані обсяги виробництва, прибуток за 2009 рік виявився практично рівним витратам.
На початку 2012 року всі цехи підприємства (4 основних та 2 допоміжні) все ще продовжували роботу, але замовлення, одержувані «Автокольорлитом» від АвтоЗАЗ, були недостатні для забезпечення нормальної роботи підприємства. Накопичувалися борги із зарплат, податків, рахунків за електроенергію. До кінця 2012 року з усіх дочірніх підприємств «Автокольорлиту» працювало лише ТОВ «Товари народного споживання», на базі чавунно-ливарного та сталевого цехів, з колективом 300 осіб. Обладнання заводу почали різати та здавати на металобрухт. У 2013 році було описано майно ТОВ «Товари народного споживання», ТОВ «Литво» та ТОВ «Кільце». Було запущено процедуру ліквідації підприємства, майно виставлено на аукціон. До 2018 року обладнання заводу демонтували, більшість корпусів розібрали до фундаменту, залишилися тільки будівля блоку допоміжних цехів та заводоуправління.
Після цього територія підприємства ще продовжувала зазнавати стихійного розграбування, а залишки будівель приваблювали сталкерів.

### Сучасність
У 2021 році на території заводу почалося будівництво нового асфальтобетонного заводу одеською компанією «Автомагістраль-Південь», що мало реалізовувати ремонт відрізку траси М-14 Одеса-Мелітополь-Новоазовськ у рамках проєкту «Велике будівництво». За неофіційною інформацією, планувалося, що асфальтобетонний завод пропрацює лише 1,5-2 роки.